# Église San Nicolò da Tolentino
Pour les articles homonymes, voir Tolentino (homonymie).
L'église San Nicola da Tolentino est une église catholique de Venise, en Italie, dédiée à Nicolas de Tolentino.

## Histoire
L'Ordre des clercs réguliers théatins a fui à Venise après le sac de Rome (1527).
Ils ont obtenu gratuitement, en 1528, par une pieuse association de frères dans la paroisse San Pantaleone un oratoire dédié à saint Nicolas de Tolentino et quelques maisons adjacentes. 
Entre 1591 et 1602, la communauté ayant augmenté, ils ont érigé sur concept de Vincenzo Scamozzi un grand monastère et une magnifique église consacrée en 1602. Au début du XVIIIe siècle, l'église a été agrandie par Andrea Tirali (it) avec construction d'un magnifique vestibule, dû à un généreux legs du procurateur de Saint-Marc Alvise da Mosto. Par la suite il a ajouté, à la façade inachevée, un portique à six colonnes corinthiennes et fronton (1706-1714).
La propriété fut reversée à l’État le 29 juin 1806.
La communauté fut abolie le 12 mai 1810. Dans le même temps l'église fut fermée, mais a été rouverte comme église paroissiale le 25 octobre de la même année.

## Description
La façade sans fioritures est un grand portique de temple avec six colonnes corinthiennes et un fronton triangulaire. Elle a été construite par Andrea Tirali de 1706 à 1714.
L'intérieur de l’église est décoré par des tableaux du XVIIe siècle. Il y a des œuvres de Jacopo Palma il Giovane et d’Alessandro Varotari.
Des doges sont enterrés ici : Giovanni I Corner, Francesco Corner, Giovanni II Corner et Paolo Renier. Le Tombeau du Patriarche Gianfrancesco Morosini a été réalisé par le sculpteur génoise Filippo Parodi.
- Le maître-autel alla romana en marbres polychromes, avec un grand tabernacle en forme de petit temple allégorie du Saint-Sépulcre réalisé par Baldassarre Longhena. Les deux anges adorateurs et les six anges cariatides sont de Josse le Court.

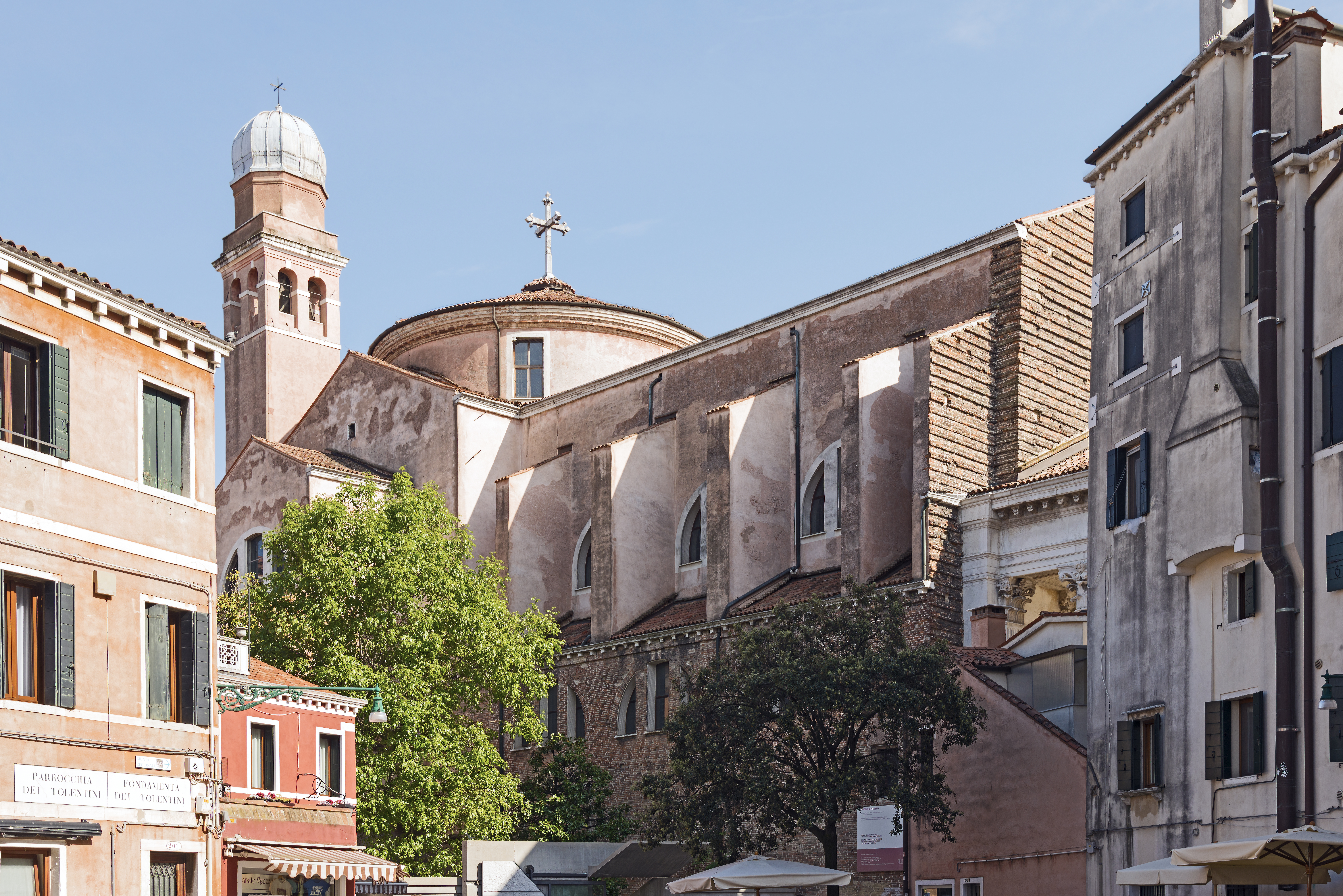
La face nord de l'église et le campanile.
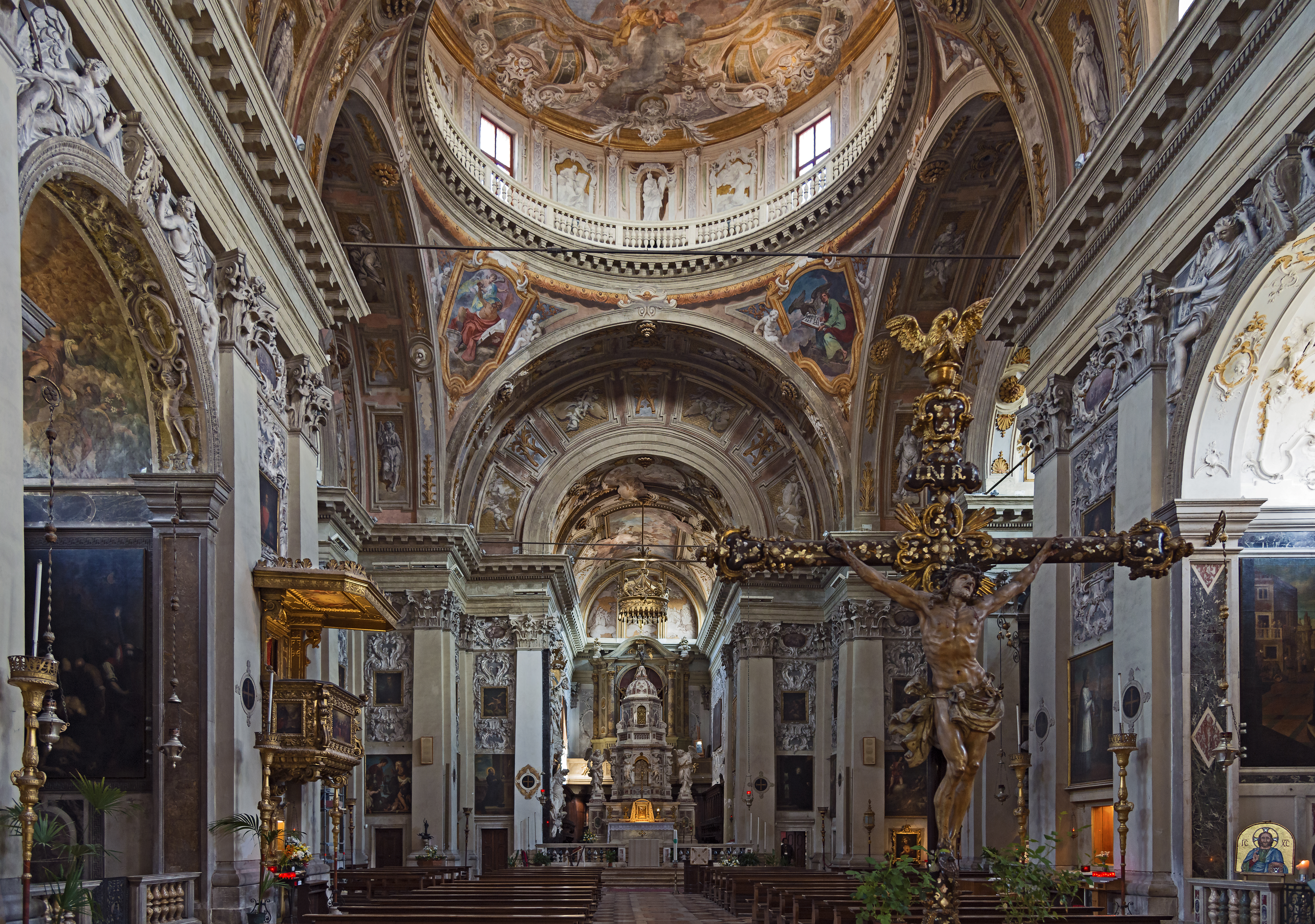
Vue générale de l'intérieur.

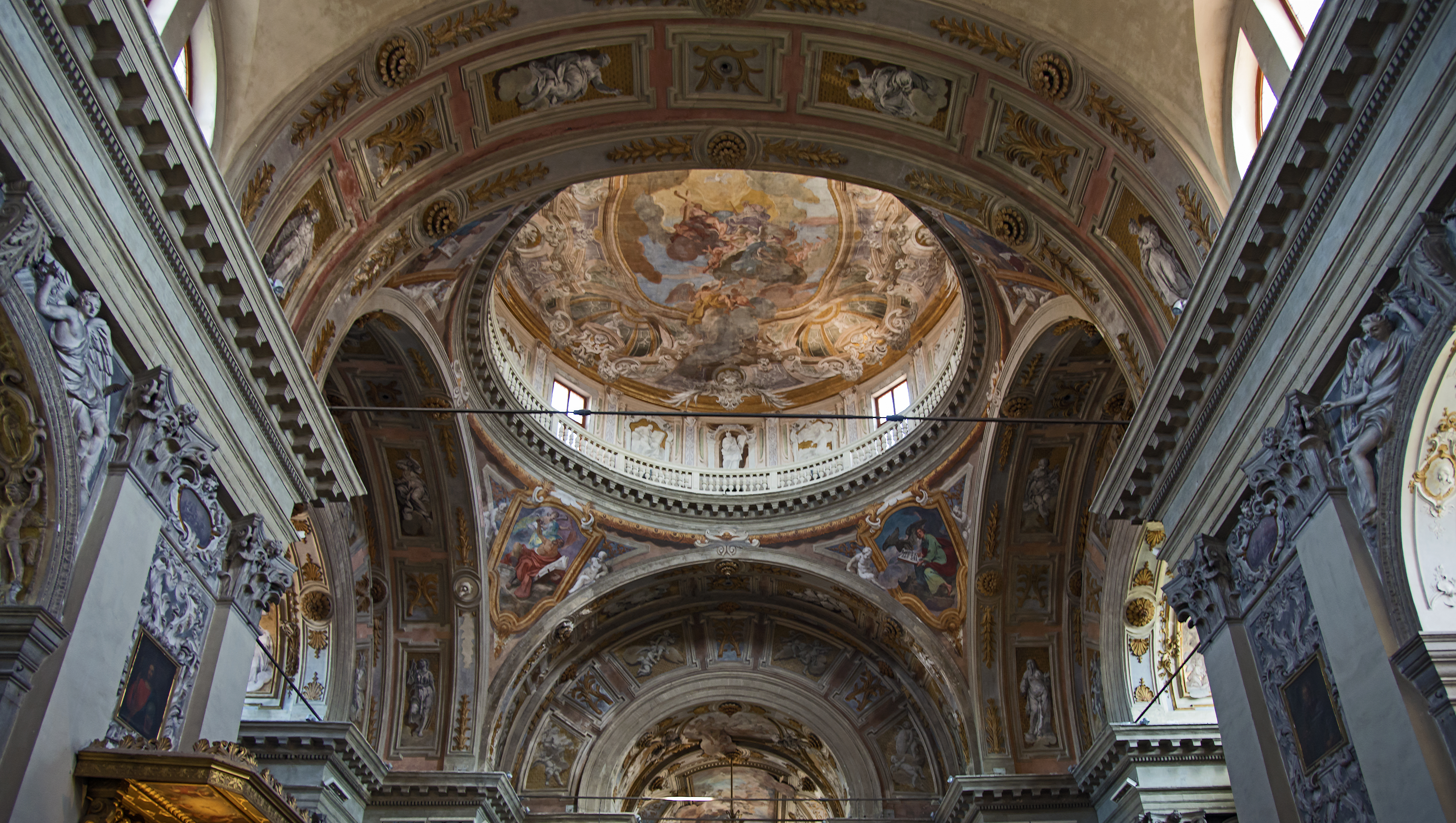
Plafond de Mattia Bortoloni.
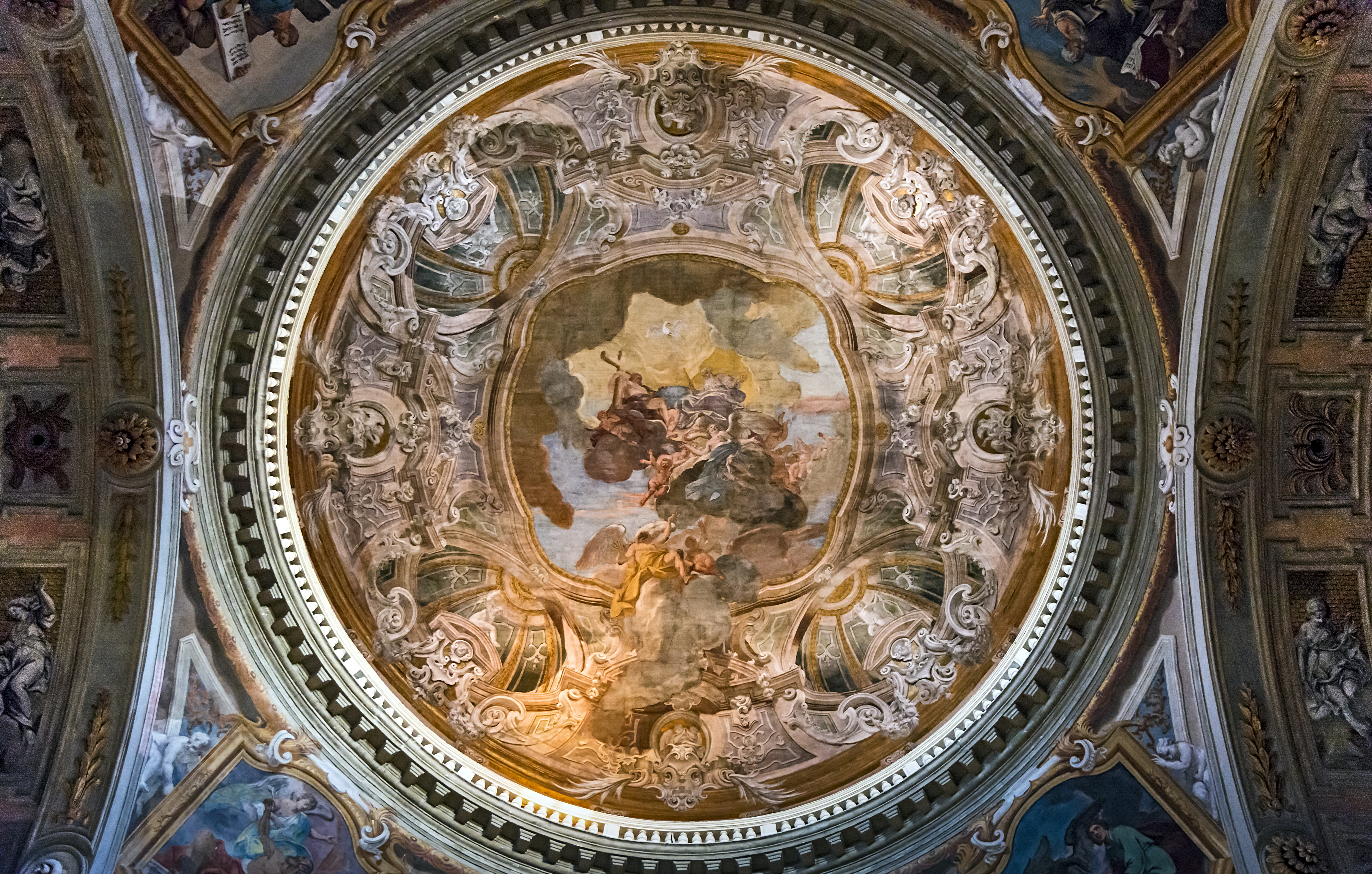
Gloria di San Gaetano.
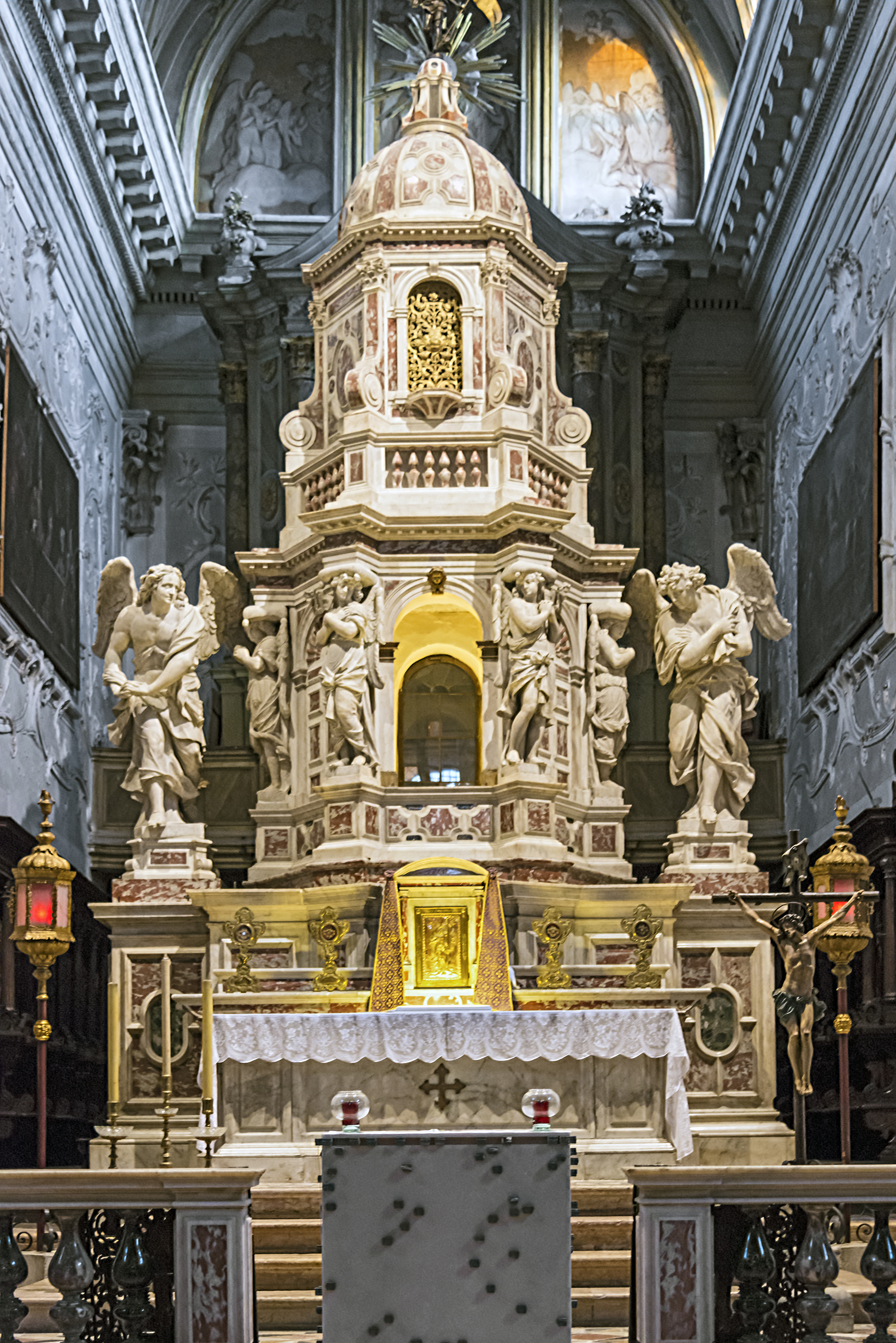
Le maître autel par Baldassarre Longhena.

### Œuvres d'art
- Johann Liss, La Vision de saint Jérôme, (v.1627), huile sur toile, 225 × 175 cm.
- Bernardo Strozzi,La Carità di San Lorenzo (1639 et 1640)

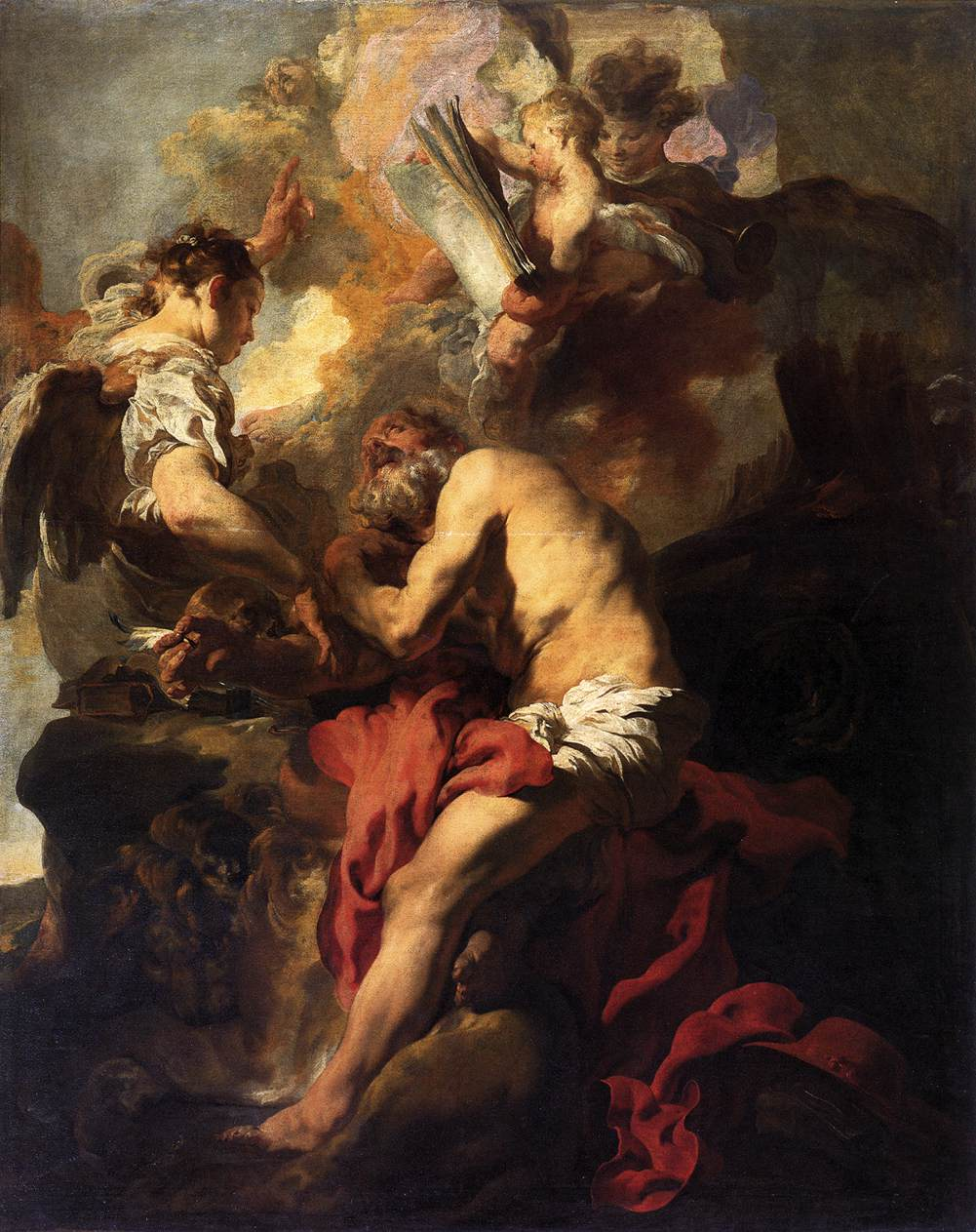
La Vision de saint Jérôme.
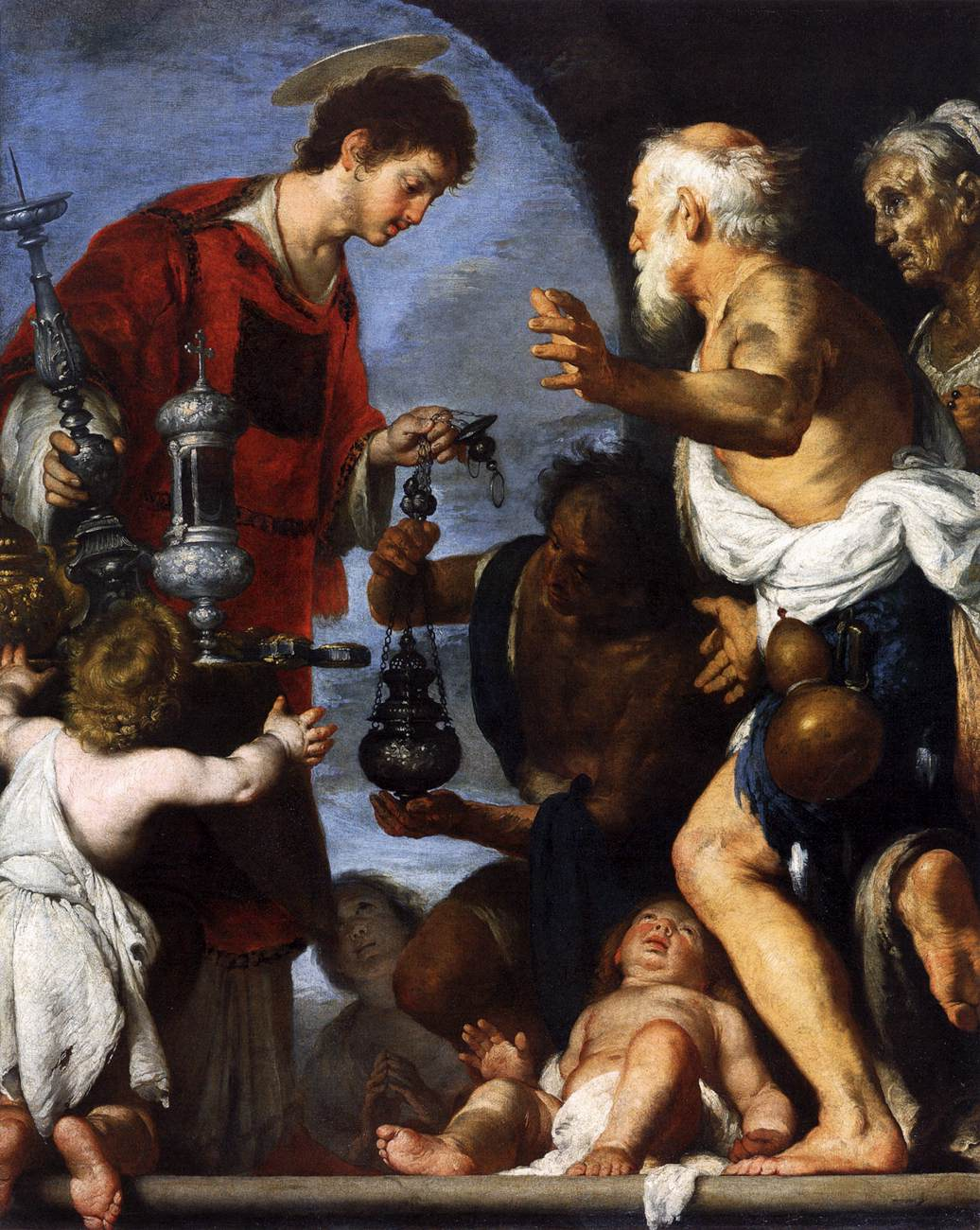
La Charité de saint Laurent.